# تسوتومو اویوکوتا
تسوتومو اویوکوتا (به انگلیسی: Tsutomu Ōyokota) (زادهٔ ۲۰ آوریل ۱۹۱۳) شناگر اهل ژاپن است.